# Aeonium proliferum
Aeonium proliferum är en fetbladsväxtart som beskrevs av Bañares. Aeonium proliferum ingår i släktet Aeonium och familjen fetbladsväxter. Utöver nominatformen finns också underarten A. p. glabrifolium.